# Středopolské nížiny
Středopolské nížiny (polsky Niziny Środkowopolskie) jsou geomorfologická subprovincie Středoevropské nížiny v Polsku a malou částí (Slezská nížina) v Česku. V Polsku představují 28 % rozlohy země. Jde převážně o bezjezerní erozně-denudační roviny o nadmořských výškách 100 až 200 m (maximum 250). Roční srážky nejsou vysoké (450 až 500 mm).
Středopolské nížiny se dělí na 8 oblastí (v polské terminologii makroregionů):
- Jihovelkopolská nížina (Nizina Południowowielkopolska, 318.1-2)
- Milicko-Głogowská sníženina (Obniżenie Milicko-Głogowskie, 318.3)
- Třebnický val (Wał Trzebnicki, 318.4)
- Slezská nížina (Nizina Śląska, 318.5)
- Severomazovská nížina (Nizina Północnomazowiecka, 318.6)
- Středomazovská nížina (Nizina Środkowomazowiecka, 318.7)
- Jihomazovská zvýšenina (Wzniesienia Południowomazowieckie, 318.8)
- Jihopodlaská nížina (Nizina Południowopodlaska, 318.9)

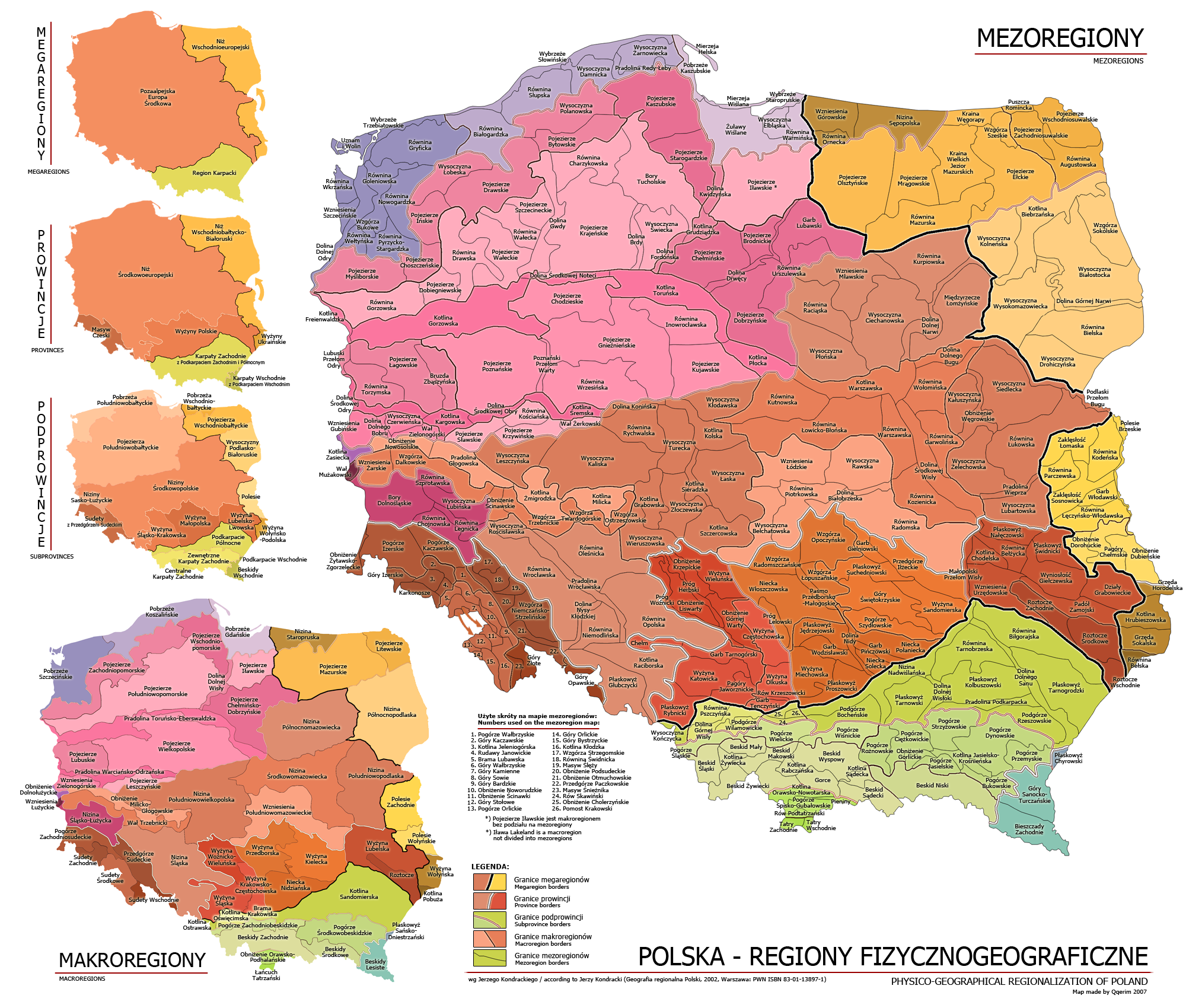
Mapa geomorfologického členění Polska

## Nejvyšší bod Středoevropské nížiny
Dle publikace Vyšší geomorfologické jednotky České republiky je nejvyšším bodem geomorfologického celku Opavská pahorkatina/Płaskowyż Głubczycki (a zároveň oblasti/podsoustavy Slezská nížina, subprovincie/soustavy Středopolské nížiny a provincie Středoevropská nížina) vrstevnice 340 m n. m. jihovýchodně od vrchu Hradisko/Přední Cvilínský kopec. Vrch Hradisko/Přední Cvilínský kopec má 441 m n. m. a nachází se 2,5 km jihovýchodně od města Krnov v okrese Bruntál. Nejvyšší horou Opavské pahorkatiny je Plechowa Góra s nadmořskou výškou 328 m (v Česku Almín kopec 1,5 km severozápadně od obce Služovice v okrese Opava, 315 m n. m.).